# Lehotay Árpád
]

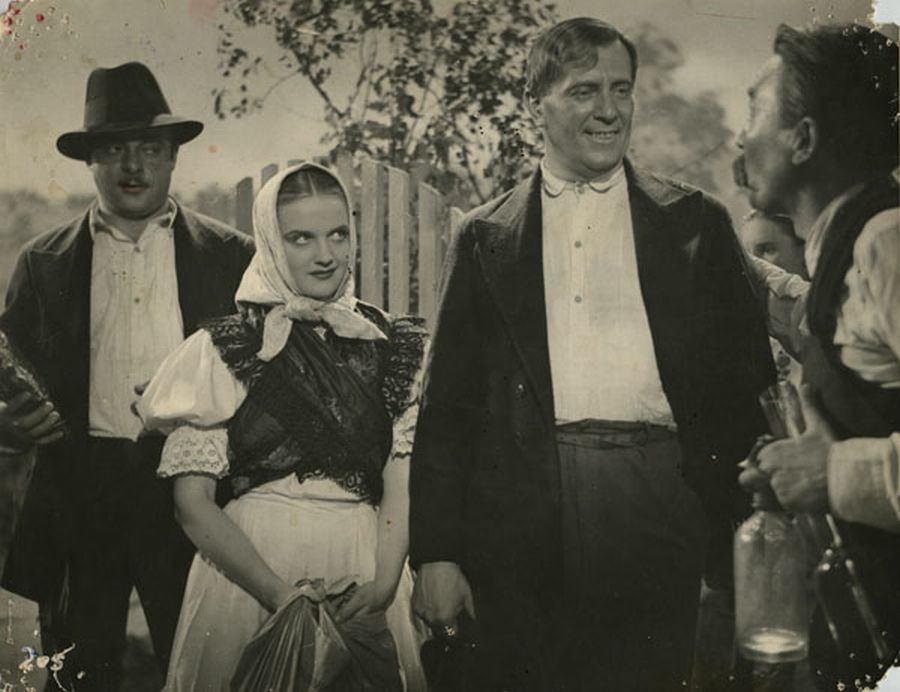
Lehotay Árpád (jobbról a második) a Tiszavirág című filmben (1939). További szereplők a képen balról: Juhász József, Tolnay Klári és Hosszú Zoltán

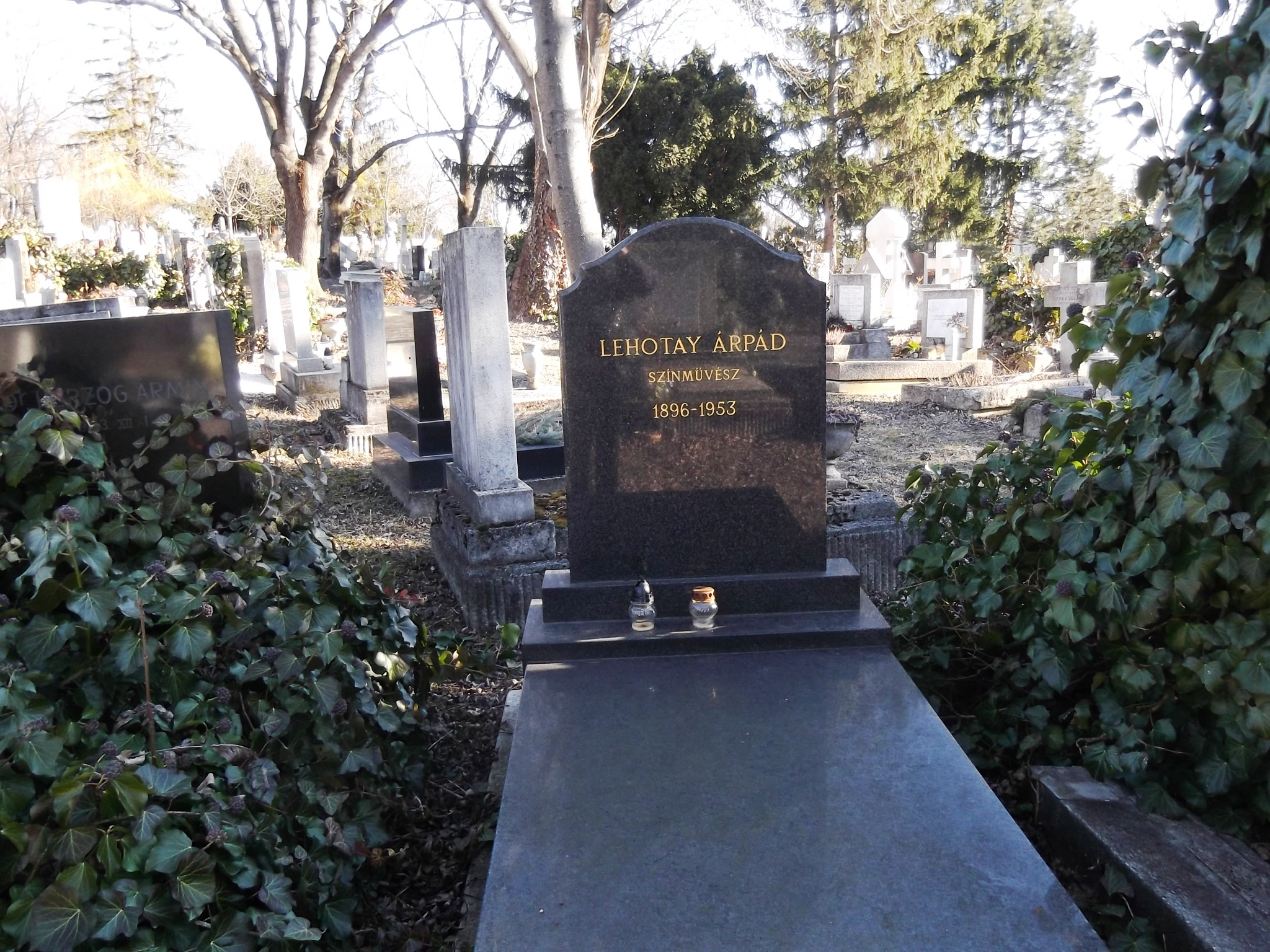
Lehotay Árpád (1896-1953) sírja a Farkasréti Temetőben [28/1-1-41

Lehotay Árpád (született Lehoczky) (Lőcse, 1896. április 27. – Budapest, 1953. október 19.) színész, rendező, színházigazgató, egyetemi tanár. Unokahúga Lehoczky Zsuzsa, a nemzet színésze.

## Életpályája
A Műegyetemen gépészmérnöki végzettséget szerzett. Hevesi Sándor fedezte fel tehetségét. 1926-tól 1944-ig között a Nemzeti Színház tagja volt. 1935-ben az Országos Színészegyesület színiiskolájának pedagógusa lett. 1939–1944 között a Színház- és Filmművészeti Főiskola oktatója volt. 1943–1945 között és 1947-ben a Vígszínházban lépett fel. 1944-ben és 1946–1947-ben a Pesti Színházban is játszott. 1945–1947 között a Szegedi Nemzeti Színház igazgatója volt. 1947-től a Belvárosi Színház színésze és rendezőjeként dolgozott. 1949–1951 között a Madách Színházhoz szerződött.

## Színházi szerepei
A Színházi Adattárban regisztrált bemutatóinak száma: 26.
- Voinovich Géza: Magyar passió....Jézus
- Madách Imre: Az ember tragédiája....Ádám; Lucifer
- Herczeg Ferenc: Bizánc....
- Zilahy Lajos: A tizenkettedik óra....János
- Charles Dickens: Házi tündér....Peerybingle John
- Molnár Ferenc: Hattyú....Jácint atya
- James Matthew Barrie: Öreganyó katonája....Dowey
- Török Sándor: Különös éjszaka....Ferenc
- Alexandre Bisson – Antony Mars: Válás után....Duval Henri
- William Shakespeare: Vihar....Prospero
- Katona József: Bánk bán....Bánk bán
- Balzac: A tőzsdelovag....Mercadet
- Bródy Tamás – Gyöngy Pál: Nincsenek véletlenek....Báró
- Marcel Pagnol – Paul Nivoix: Dicsőség vására....Bachelet
- Jules Romains: Isten veled, világ!....Carcaille páter
- Gergely Sándor: Vitézek és hősök....Kovács József
- Shaw: Az ördög cimborája....Anderson
- Háy Gyula: Ítélet éjszakája....Bolzmann
- Szurov: Szabad a pálya....Kondratyev
- Tur testvérek: Villa a mellékutcában....Követségi tanácsos
- Szigligeti Ede: Liliomfi....Kányay
- Móricz Zsigmond: Rokonok....Polgármester
- Alekszandr Kornyejcsuk: Bodzaliget....Romanjuk

### Egyéb színházi szerepei
- Goethe: Faust....Faust
- William Shakespeare: Julius Caesar....Octavius; Antonius
- William Shakespeare: Othello....Cassio
- Schiller: Don Carlos....Posa márki
- Rostand: Cyrano de Bergerac....Cyrano
- Kisfaludy Károly: Csalódások....Mokány
- Ibsen: Nóra....Helmer

## Színházi rendezései
A Színházi Adattárban regisztrált bemutatóinak száma: 14.
- Zilahy Lajos: A tizenkettedik óra (1945)
- Charles Dickens: Házi tündér (1945)
- Molnár Ferenc: Hattyú (1946)
- James Matthew Barrie: Öreganyó katonája (1946)
- Török Sándor: Különös éjszaka (1946)
- Alexandre Bisson – Antony Mars: Válás után (1946)
- William Shakespeare: Vihar (1946)
- John Boynton Priestley: Veszélyes forduló (1946)
- Katona József: Bánk bán (1946)
- William Shakespeare: A szentivánéji álom (1947)
- Bródy Tamás – Gyöngy Pál: Nincsenek véletlenek (1947)
- Marcel Pagnol – Paul Nivoix: Dicsőség vására (1947)
- Priestley: Ádám és Éva (1948)
- Fehér Klára: Idézés bűnügyben (1949)

## Filmjei
- Átok vára (1927)
- Tokaji rapszódia (1937)
- Segítség, örököltem! (1937)
- Az örök titok (1938)
- Tiszavirág (1939)
- Vadrózsa (1939)
- Elnémult harangok (1940)
- A szűz és a gödölye (1941)
- A beszélő köntös (1941)
- Magdolna (1942)
- Isten rabjai (1942)
- Férfihűség (1942)
- Éjfélre kiderül (1942)
- Egy szív megáll (1942)
- Szováthy Éva (1943)
- Makrancos hölgy (1943)
- Kerek Ferkó (1943)
- Futótűz (1944)
- Mezei próféta (1947)
- Talpalatnyi föld (1948)
- Beszterce ostroma (1948)
- Úri muri (1949)
- Mágnás Miska (1949)
- Dalolva szép az élet (1950)